# Bartow-Pell Mansion
Bartow-Pell Mansion est une maison-musée historique située dans la partie nord de Pelham Bay Park, dans le Bronx, à New York. Monument Historique National, il possède l'un des plus beaux intérieurs de style néo-grec du pays, et constitue le dernier manoir survivant du milieu du 19e siècle dans le secteur de Pelham Bay.

## Histoire
À l'origine Robert and Maria Lorillard Bartow Mansion, la résidence et le domaine remontent à 1654. Les seigneurs du Manoir de Pelham ont déjà possédé la maison qui a ensuite été agrandie et rénovée dans le style fédéral. La maison actuelle a été construite entre 1836 et 1842. La propriété de la maison est passée entre les familles Bartow et Pell jusqu'à ce qu'elle soit finalement vendue à la ville de New York en 1888 par des descendants de la famille Bartow.
Le manoir est resté inutilisé et vide pendant des années avant d'être loué par la ville de New York à Mme Zelia Hoffman en 1914 pour abriter l'International Garden Club, une organisation qu'elle avait fondée pour promouvoir les jardins à la française. Le club a depuis élargi son objectif à la préservation et la restauration de la maison. L'extérieur du manoir a été restauré et les jardins à la française ont été construits de 1914 à 1917. En 1936, le maire Fiorello La Guardia a utilisé le manoir comme résidence d'été pendant la construction d' Orchard Beach. L'intérieur du manoir, meublé d'antiquités d'époque, a rouvert au public en tant que musée en 1946. Certains des meubles comprennent le bureau d'Aaron Burr, qui a épousé un parent éloigné de Bartow, Theodosia, et le seul lit Lannuier original et authentique. La propriété comprend également le caveau funéraire de la famille Pell.
La propriété, comprenant le manoir et une remise, est devenue un Landmark officiel de la ville de New York en 1966 et a été désignée monument historique national en 1978. Depuis 2008, Adventures in Preservation aide à préserver le manoir Bartow-Pell, un projet financé en partie par une subvention du Fonds Cynthia Woods Mitchell pour les intérieurs historiques du National Trust for Historic Preservation.

## Galerie

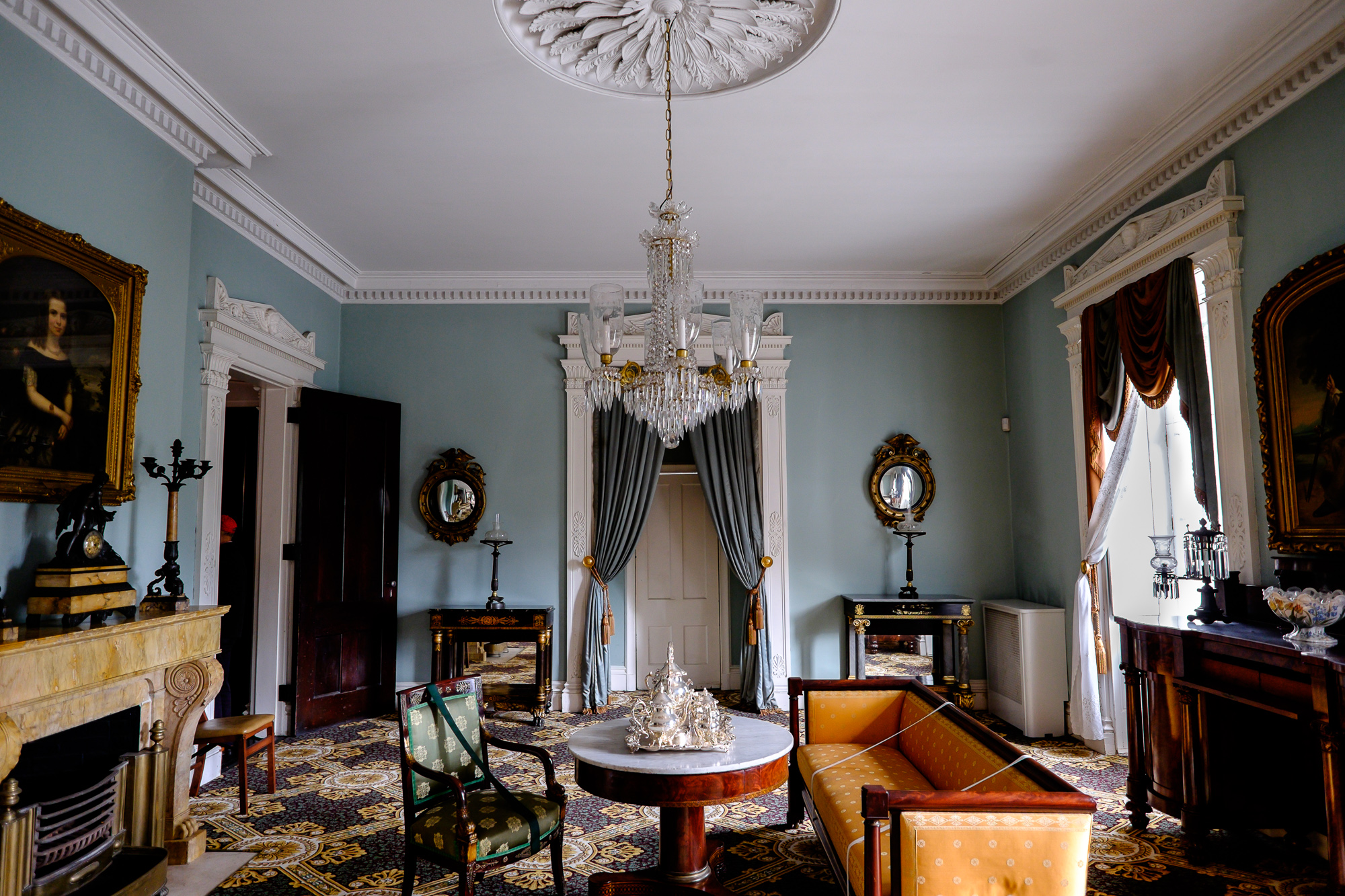
Salon
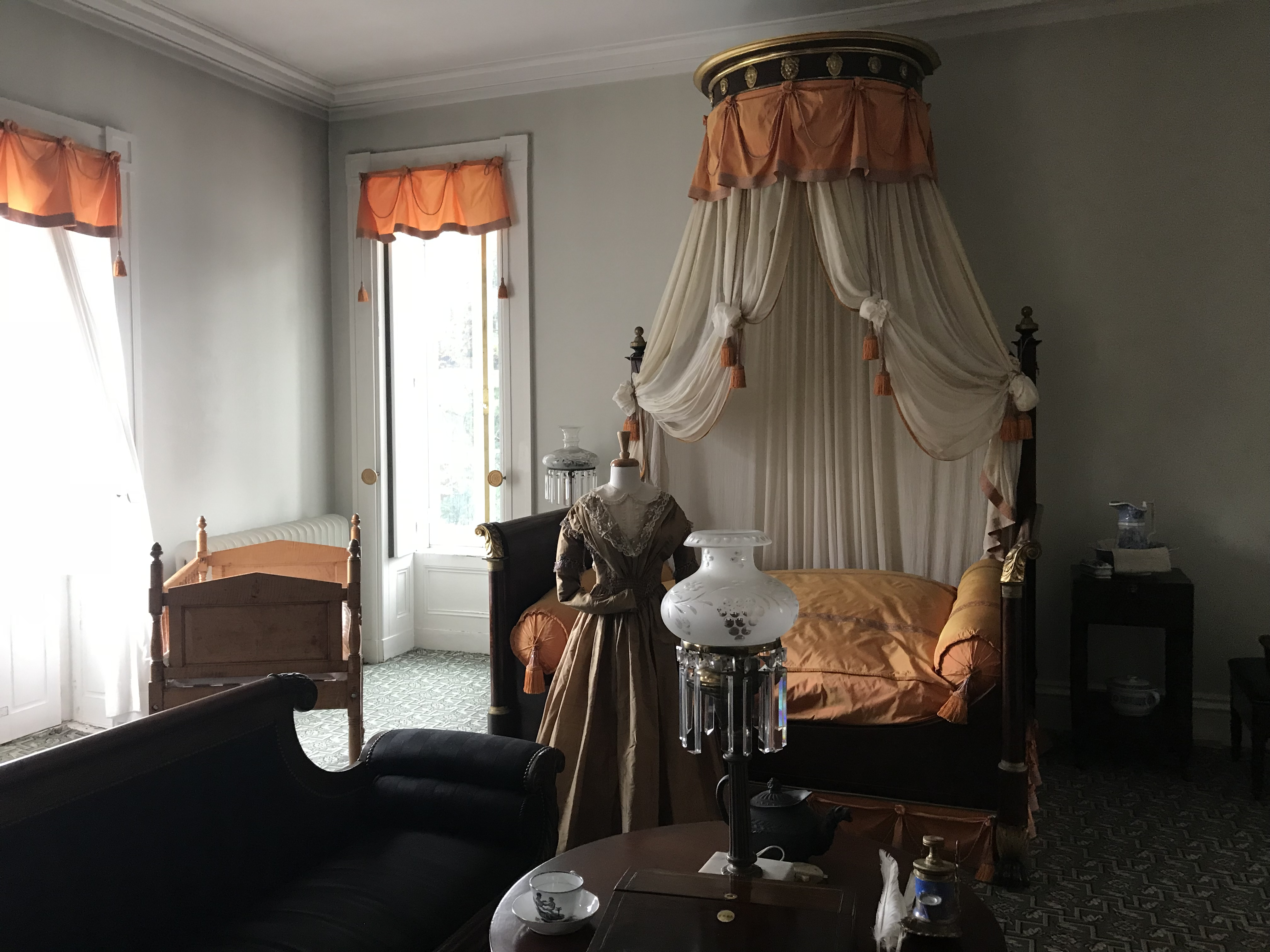
Lit
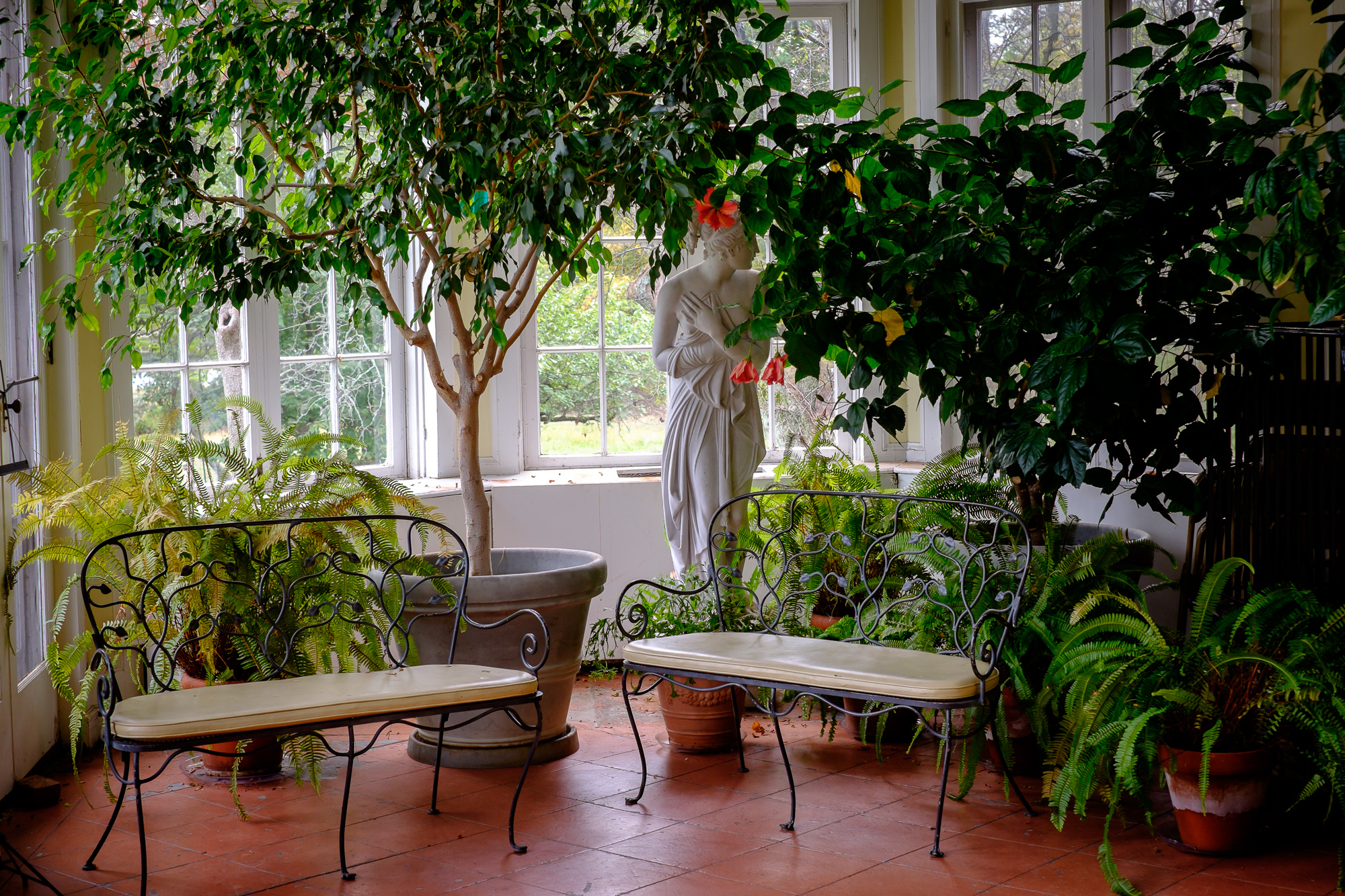
Chambre d'été
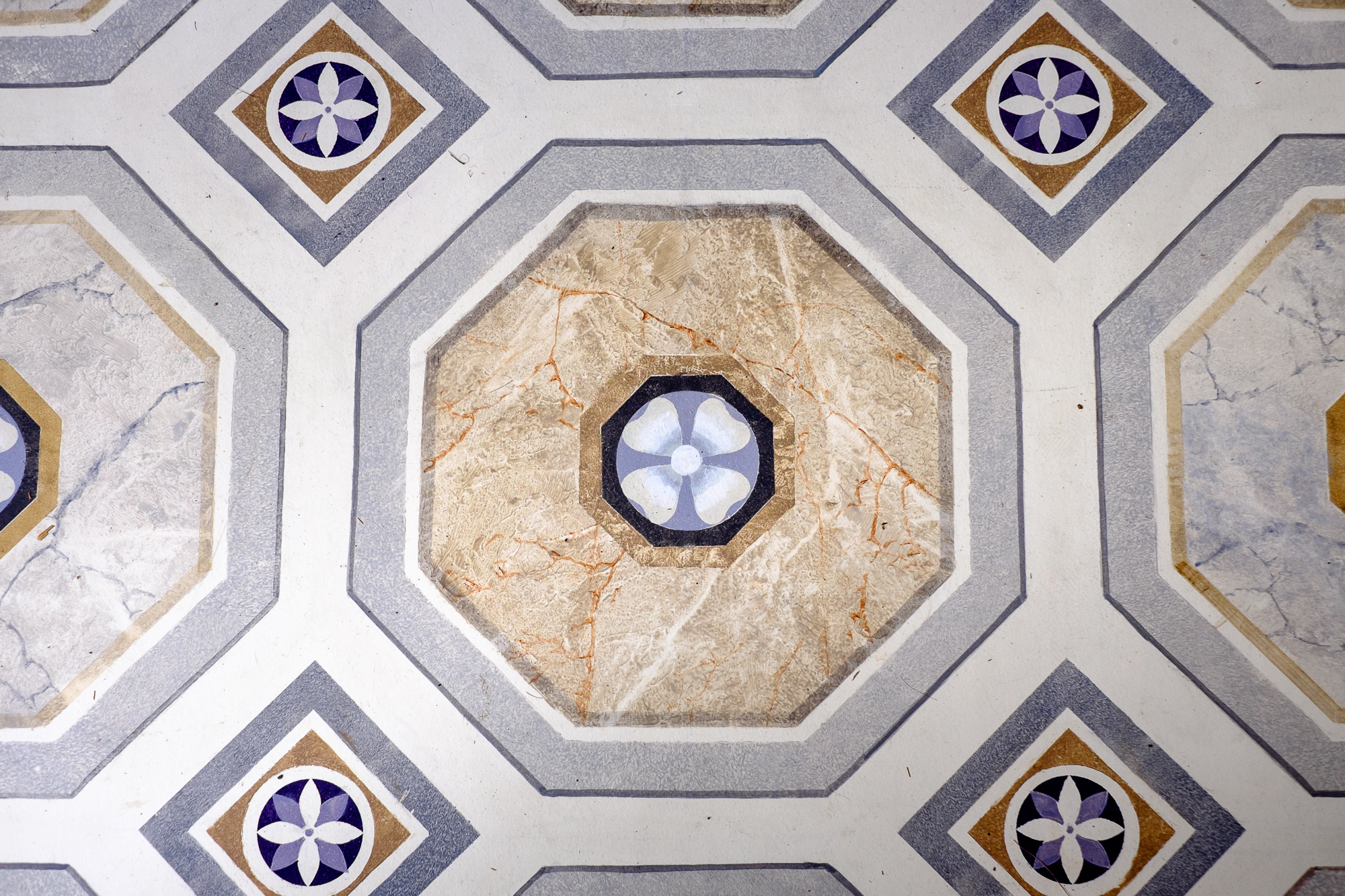
Carrelage du sol
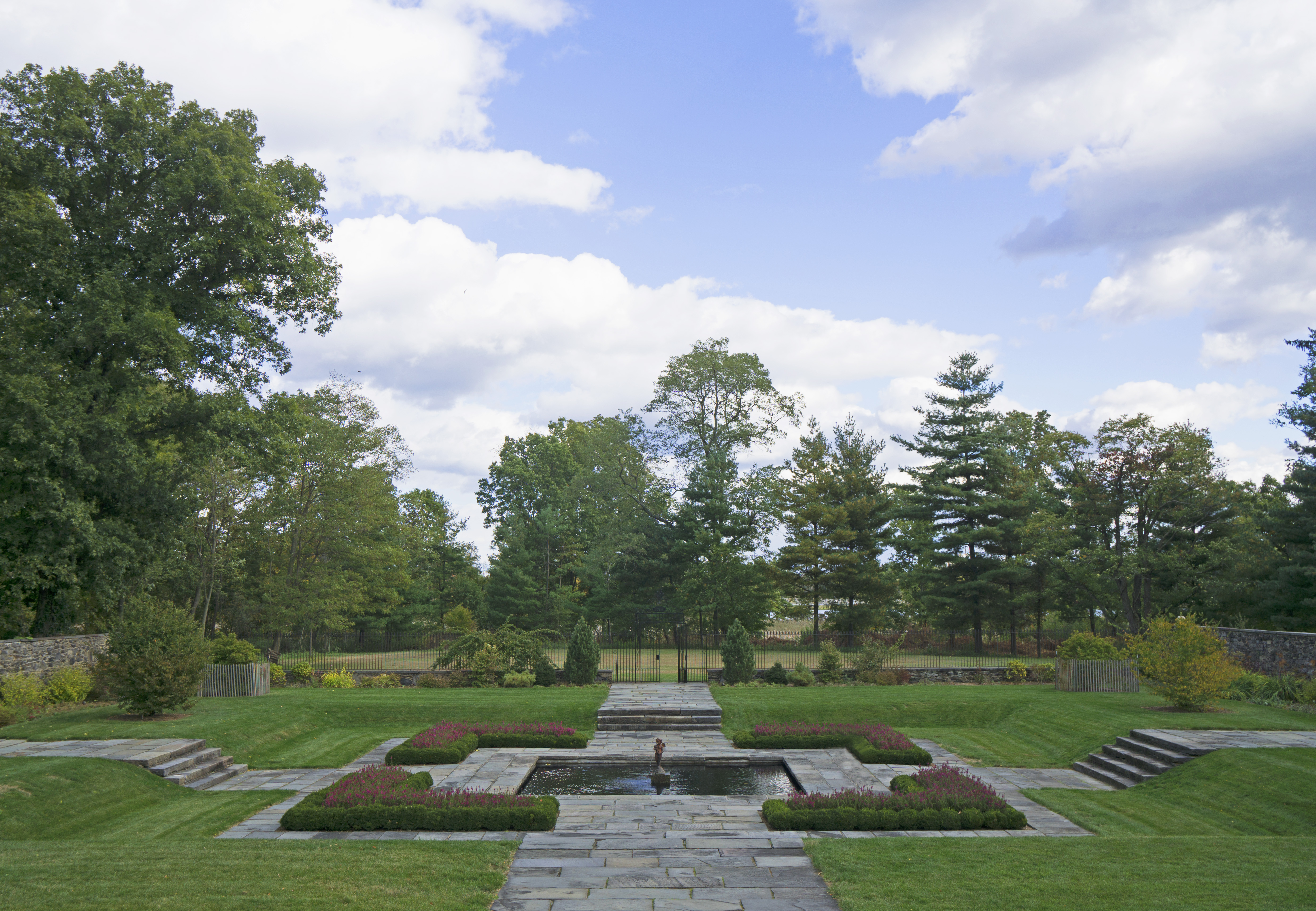
Jardin
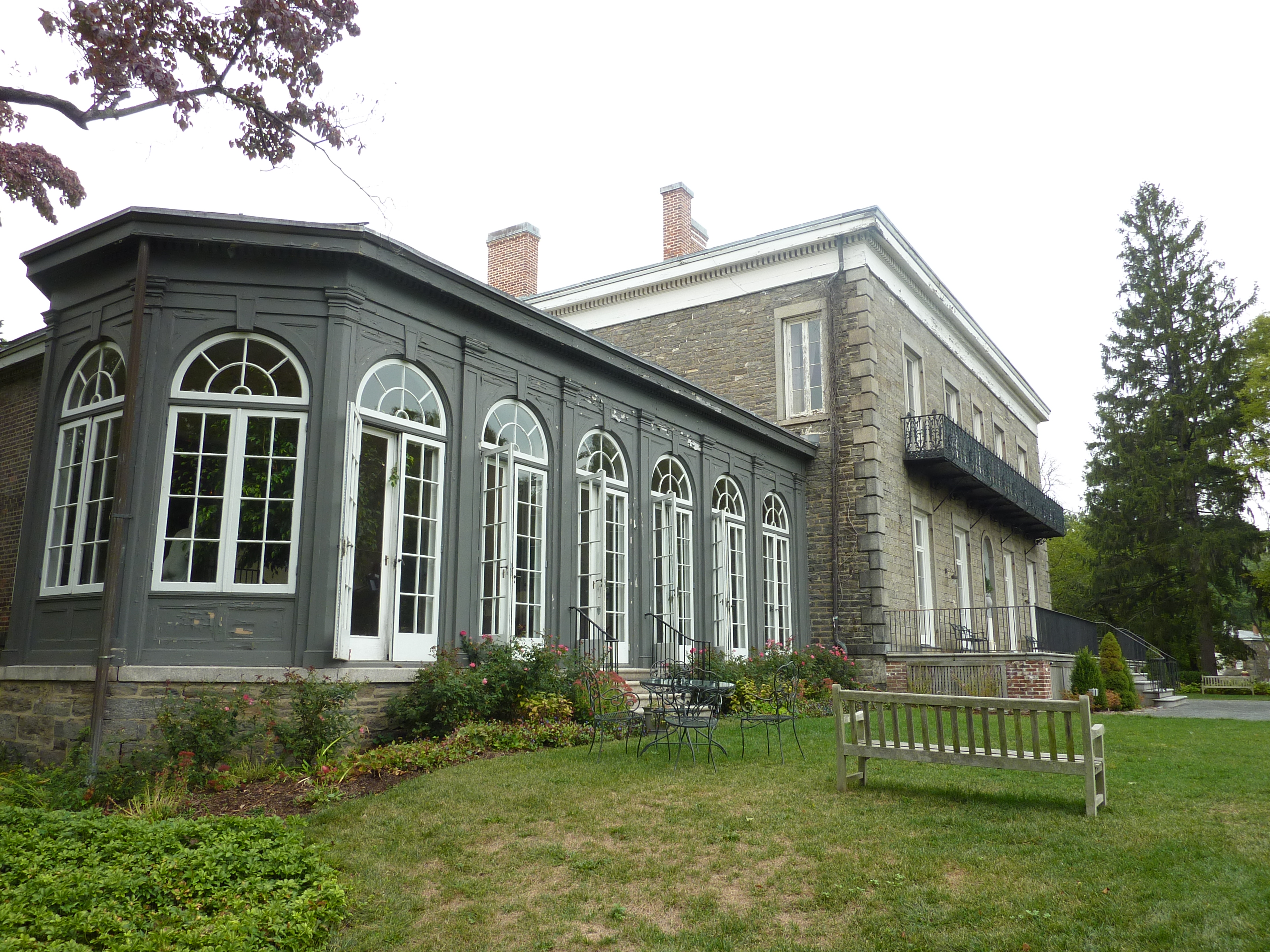
Vue de côté